# Teodor Lungu
Teodor Lungu (Ialoveni, 12 giugno 1995) è un calciatore moldavo, centrocampista del Petrocub Hîncești.

## Carriera

### Club
Il 29 aprile 2018 fa il suo debutto con lo Sfintul Gheorghe in massima divisione moldava. Nel 2022 viene acquistato dal Gardolo, squadra trentina militante in Promozione.
Dal 2023 milita nel Petrocub Hîncești. Segna il suo primo gol internazionale il 3 ottobre 2024, nella gara di UEFA Conference League pareggiata 1-1 contro il Pafos.

### Nazionale
Il 19 novembre 2024 debutta in nazionale maggiore, nella gara amichevole pareggiata 1-1 contro Gibilterra.

## Statistiche

### Presenze e reti nei club
Statistiche aggiornate al 29 aprile 2025.
| Stagione                 | Squadra                  | Campionato               | Campionato | Campionato | Coppe nazionali | Coppe nazionali | Coppe nazionali | Coppe continentali | Coppe continentali | Coppe continentali | Altre coppe | Altre coppe | Altre coppe | Totale | Totale |
| Stagione                 | Squadra                  | Comp                     | Pres       | Reti       | Comp            | Pres            | Reti            | Comp               | Pres               | Reti               | Comp        | Pres        | Reti        | Pres   | Reti   |
| ------------------------ | ------------------------ | ------------------------ | ---------- | ---------- | --------------- | --------------- | --------------- | ------------------ | ------------------ | ------------------ | ----------- | ----------- | ----------- | ------ | ------ |
| 2018                     | Sfîntul Gheorghe         | DN                       | 4          | 0          |                 | -               | -               |                    | -                  | -                  |             | -           | -           | 4      | 0      |
| 2018-2019                | Foresta Suceava          | L2                       | 0          | 0          | CR              | 1               | 0               |                    | -                  | -                  |             | -           | -           | 4      | 0      |
| 2020-gen. 2021           | Dacia Buiucani           | DN                       | 19         | 0          | CM              | 1               | 0               |                    | -                  | -                  |             | -           | -           | 20     | 0      |
| gen.-giu. 2021           | Sfîntul Gheorghe         | DN                       | 13         | 1          | CM              | 3               | 0               |                    | -                  | -                  |             | -           | -           | 16     | 1      |
| 2021-2022                | Sfîntul Gheorghe         | DN                       | 18         | 1          | CM              | 2               | 0               | UECL               | 1                  | 0                  | SM          | 1           | 0           | 22     | 1      |
| lug-set. 2022            | Sfîntul Gheorghe         | SL                       | 1          | 0          | CM              | 0               | 0               | UECL               | 1                  | 0                  |             | -           | -           | 2      | 0      |
| Totale Sfintul Gheorghe  | Totale Sfintul Gheorghe  | Totale Sfintul Gheorghe  | 36         | 2          |                 | 5               | 0               |                    | 2                  | 0                  |             | 1           | 0           | 44     | 2      |
| 2022-gen- 2023           | Gardolo                  | Prom.                    | ?          | ?          |                 | -               | -               |                    | -                  | -                  |             | -           | -           | ?      | ?      |
| gen.-giu. 2023           | Petrocub Hîncești        | SL                       | 7          | 1          | CM              | 4               | 0               |                    | -                  | -                  |             | -           | -           | 11     | 1      |
| 2023-2024                | Petrocub Hîncești        | SL                       | 21         | 3          | CM              | 5               | 1               | UECL               | 2                  | 0                  |             | -           | -           | 28     | 4      |
| 2024-2025                | Petrocub Hîncești        | SL                       | 16         | 0          | CM              | 1               | 1               | UCL+UEL+UECL       | 4+4+5              | 1+0+1              |             | -           | -           | 30     | 3      |
| Totale Petrocub Hîncești | Totale Petrocub Hîncești | Totale Petrocub Hîncești | 44         | 4          |                 | 10              | 2               |                    | 15                 | 2                  |             | -           | -           | 69     | 8      |
| Totale carriera          | Totale carriera          | Totale carriera          | 99         | 6          |                 | 17              | 2               |                    | 17                 | 2                  |             | 1           | 0           | 134    | 10     |

### Cronologia presenze e reti in nazionale
| Cronologia completa delle presenze e delle reti in nazionale ― Moldavia | Cronologia completa delle presenze e delle reti in nazionale ― Moldavia | Cronologia completa delle presenze e delle reti in nazionale ― Moldavia | Cronologia completa delle presenze e delle reti in nazionale ― Moldavia | Cronologia completa delle presenze e delle reti in nazionale ― Moldavia | Cronologia completa delle presenze e delle reti in nazionale ― Moldavia | Cronologia completa delle presenze e delle reti in nazionale ― Moldavia | Cronologia completa delle presenze e delle reti in nazionale ― Moldavia |
| Data                                                                    | Città                                                                   | In casa                                                                 | Risultato                                                               | Ospiti                                                                  | Competizione                                                            | Reti                                                                    | Note                                                                    |
| ----------------------------------------------------------------------- | ----------------------------------------------------------------------- | ----------------------------------------------------------------------- | ----------------------------------------------------------------------- | ----------------------------------------------------------------------- | ----------------------------------------------------------------------- | ----------------------------------------------------------------------- | ----------------------------------------------------------------------- |
| 19-11-2024                                                              | Gibilterra                                                              | Gibilterra                                                              | 1 – 1                                                                   | Moldavia                                                                | Amichevole                                                              | -                                                                       | 67’ 70’                                                                 |
| Totale                                                                  |                                                                         | Presenze                                                                | 1                                                                       |                                                                         | Reti                                                                    | 0                                                                       |                                                                         |